# Hermanni Pihlajamäki
Hermanni Pihlajamäki (Nurmo, Finlandia, 11 de noviembre de 1903-4 de junio de 1982) fue un deportista finlandés especialista en lucha libre olímpica donde llegó a ser campeón olímpico en Los Ángeles 1932.

## Carrera deportiva
En los Juegos Olímpicos de 1932 celebrados en Los Ángeles ganó la medalla de oro en lucha libre olímpica estilo peso pluma, por delante del estadounidense Edgar Nemir (plata) y del sueco Einar Karlsson (bronce).